# Dacine, Svatove
Dacine (în ucraineană Дачне) este un sat în orașul raional Svatove din regiunea Luhansk, Ucraina.

## Demografie
Componența lingvistică a localității Dacine
     Ucraineană (90%)
     Rusă (10%)
Conform recensământului din 2001, majoritatea populației localității Dacine era vorbitoare de ucraineană (90%), existând în minoritate și vorbitori de rusă (10%).